# ورا کلوزو
ورا کلوزو (فرانسوی: Véra Clouzot‎؛ ۳۰ دسامبر ۱۹۱۳ – ۱۵ دسامبر ۱۹۶۰) هنرپیشه و فیلم‌نامه‌نویس اهل فرانسه بود. وی بین سال‌های ۱۹۵۳ تا ۱۹۵۷ میلادی فعالیت می‌کرد.
از فیلم‌هایی که وی در آنها نقش داشته‌است می‌توان به مزد ترس و شیاطین اشاره کرد. وی سرانجام به دلیل ایست قلبی در چهل و شش سالگی درگذشت.